# Henri Ferru
Henri Ferru est un agronome et homme politique français né le 13 mai 1905 à Saint-Martin-lès-Melle (Deux-Sèvres) et mort le 4 mai 2006 à La Rochelle.
Ingénieur agronome, il est professeur d'agriculture en 1930. Il est député des Deux-Sèvres de 1934 à 1936, siégeant sur les bancs radicaux. Il devient ensuite directeur des services agricoles de Loir-et-Cher, et inspecteur général de l'agriculture en 1940. Sous la quatrième République, il est membre des cabinets de plusieurs ministres de l'agriculture. Il est nommé directeur général de l'Institut national de la recherche agronomique en 1956.

## Distinctions
- Officier de la Légion d'honneur
- Commandeur de l'ordre du Mérite agricole
- Officier de l'ordre de l'Économie nationale (1954)[1]
- Officier de l'ordre de Léopold

## Sources
1. ↑  « BODMR n°15 du 24 juin 1954 page 530 », sur legifrance.gouv.fr (consulté le 29 avril 2025)

- « Henri Ferru », dans le Dictionnaire des parlementaires français (1889-1940), sous la direction de Jean Jolly, PUF, 1960 [détail de l’édition]